# Vaslui
Vaslui és una ciutat de Romania situada a la província homònima, de la qual és la capital. El municipi està format per diferents nuclis de població a banda de la mateixa ciutat, entre els quals destaquen Bahnari, Brodoc, Moara Grecilor, Rediu i Viișoara. Esmentada per primer cop en textos de 1375, actualment té 55.407 habitants (2015).

## Geografia
Vaslui està situada a la regió històrica de Moldàvia, a l'est de Romania. El municipi es caracteritza, com bona part del seu entorn, per un relleu suau, emmarcada pels turons de Tutovei (entre 300 i 400 metres d'altitud) i la meseta central de Moldàvia. A la ciutat hi conflueixen dos rius, el Vasluiet i el Racova, pertanyents a la conca del Siret.
La ciutat es caracteritza per un clima continental, amb una temperatura mitjana de 9,4 °C, hiverns lleugerament freds i estius càlids. La precipitació mitjana se situa a l'entorn dels 450 mm. anuals.

## Història
L'arqueologia ha demostrat que el territori de Vaslui havia estat habitat des del Neolític. tot i així, no és fins al segle xiv que es formà l'actual ciutat de Vaslui. Aquest nom apareix per primer cop el 1375 en un document polonès. La ciutat torna a aparèixer en un document de 1435, en què es detallen les possessions del príncep Iliaş en accedir al tron moldau. Altres documents també recullen els incendis que patí la ciutat el 1439 i el 1440, quan Moldàvia va patir la invasió dels tàtars.
Vaslui arribà al seu zenit durant el regnat d'Esteve el Gran, a mitjans del segle xv, quan el nombre de residents pràcticament igualà als de la veïna ciutat de Iaşi. El 1475 la ciutat va veure com les tropes moldaves derrotaven a les otomanes al sud de la població. Aquests anys d'èxit van arribar al seu final quan la capital moldava es traslladà de Suceava a Iaşi, alhora que Bârlad era escollida com el nou centre administratiu del sud del país. Vaslui va quedar reduïda a un mercat de caràcter local, condició que va mantenir durant pràcticament tres segles.
A partir del segle xix la ciutat va tornar a créixer, amb l'arribada d'una important comunitat jueva procedent de Galítsia, a l'Imperi Austrohongarès. La segona meitat del segle va ser l'època d'un gran creixement de l'economia, amb el comerç vers nous mercats i la integració a la nova Romania. Pel 1899 els jueus representaven ja el 37% de la població de Vaslui, molts dels quals eren vinculats a l'hassidisme.
L'esclat de la Segona Guerra Mundial i la política del govern romanès va suposar un gran trasbalsament per la ciutat. El 1940 la ciutat acollí nombrosos refugiats procedents de la veïna Chişinău, ocupada pels soviètics. La població però, es va reduir de forma important a causa dels pogroms duts a terme pel govern romanès. Nombrosos jueus van ser assassinats i molts altres, al final de la guerra, van fugir de les noves autoritats comunistes emigrant a Israel.
No serie fins al 1968 que la població es va tornar a recuperar de forma gradual. Aquell any, la ciutat fou nomenada capital de la nova província de Vaslui, i començà a atraure nombrosos immigrants de les contrades més pròximes, bàsicament romanesos i gitanos, seduïts per les possibilitats de treballar a la nova indústria construïda pel règim comunista. La revolució de 1989 i la crisi dels anys posteriors han provocat però, una onada d'emigrants vers altres regions de Romania o altres països de la Unió Europea.

## Demografia
| Evolució de la població de Vaslui |          |         |
| Any                               | Població | ±%      |
| Cens 1930                         | 13.827   |         |
| Cens 1941                         | 13.923   | 0,69%   |
| Cens 1948                         | 11.827   | -15,05% |
| Cens 1956                         | 15.197   | 28,49%  |
| Cens 1966                         | 17.591   | 15,75%  |
| Cens 1968                         | 17.960   | 2,10%   |
| Cens 1970                         | 22.825   | 27,09%  |
| Cens 1980                         | 46.181   | 102,33% |
| Cens 1990                         | 74.615   | 61,57%  |
| Cens 2002                         | 70.571   | −5,42%  |
| Cens 2011                         | 55.407   | −21,5%  |

D'acord amb el darrer cens realitzat, de 2011, la ciutat tenia 55.407 habitants, fet que la convertia en la 33a localitat més gran de Romania. La distribució ètnica el 2002 era la següent:
- Romanesos: 98,63%
- Gitanos: 1,19%
- Lipovans: 0,06%
- Altres: 0,12%

Com es pot observar, la gran majoria de la població era d'ètnia romanesa. La minoria gitana es concentra als nuclis de Rediu i Brodoc, al sud del municipi, i als barris del sud-oest de Vaslui. Tot i així, entre 1960 i 1980, el govern comunista obligà als gitanos nòmades de la regió a instal·lar-se al nord del terme, dispersats entre la majoria romanesa. Pel que fa als lipovans, representen el tercer grup ètnic de la ciutat i disposen d'una església al centre de la ciutat on es manté el ritu ortodox antic.
Pel que fa a l'evolució de la població al llarg del segle xx, el creixement ha estat pràcticament continu amb l'excepció de dos petits períodes: durant la Segona Guerra Mundial i després de la caiguda del comunisme, amb l'emigració dels anys següents.

## Ciutats agermanades
El municipi de Vaslui està agermanada amb les següents localitats:
- Quarrata, Itàlia
- San Fernando de Henares, Espanya
- Radoviš, Macedònia del Nord
- Cahul, República de Moldàvia

## Personatges destacats
- Nicolae Milescu (1636-1708), escriptor, traductor, erudit, diplomàtic i viatger.
- Gheorghe Mironescu (1874-1949), polític romanès, primer ministre de Romania.
- Stan Golestan (1875/76-1956), fou un compositor i crític musical.
- Constantin Tănase (1880-1945), actor.
- Virgil Trofin (1926-1984), activista comunista i ministre.
- Corneliu Porumboiu (1975), director de cinema.
- Marcela Topor (1976), periodista i esposa del president de Catalunya Carles Puigdemont.
- Alexandra Nechita (1985), pintora cubista.
- Dragoș Grigore (1986), futbolista que juga com a defensa central amb l'Al-Sailiya de la lliga de Qatar.

## Galeria d'imatges

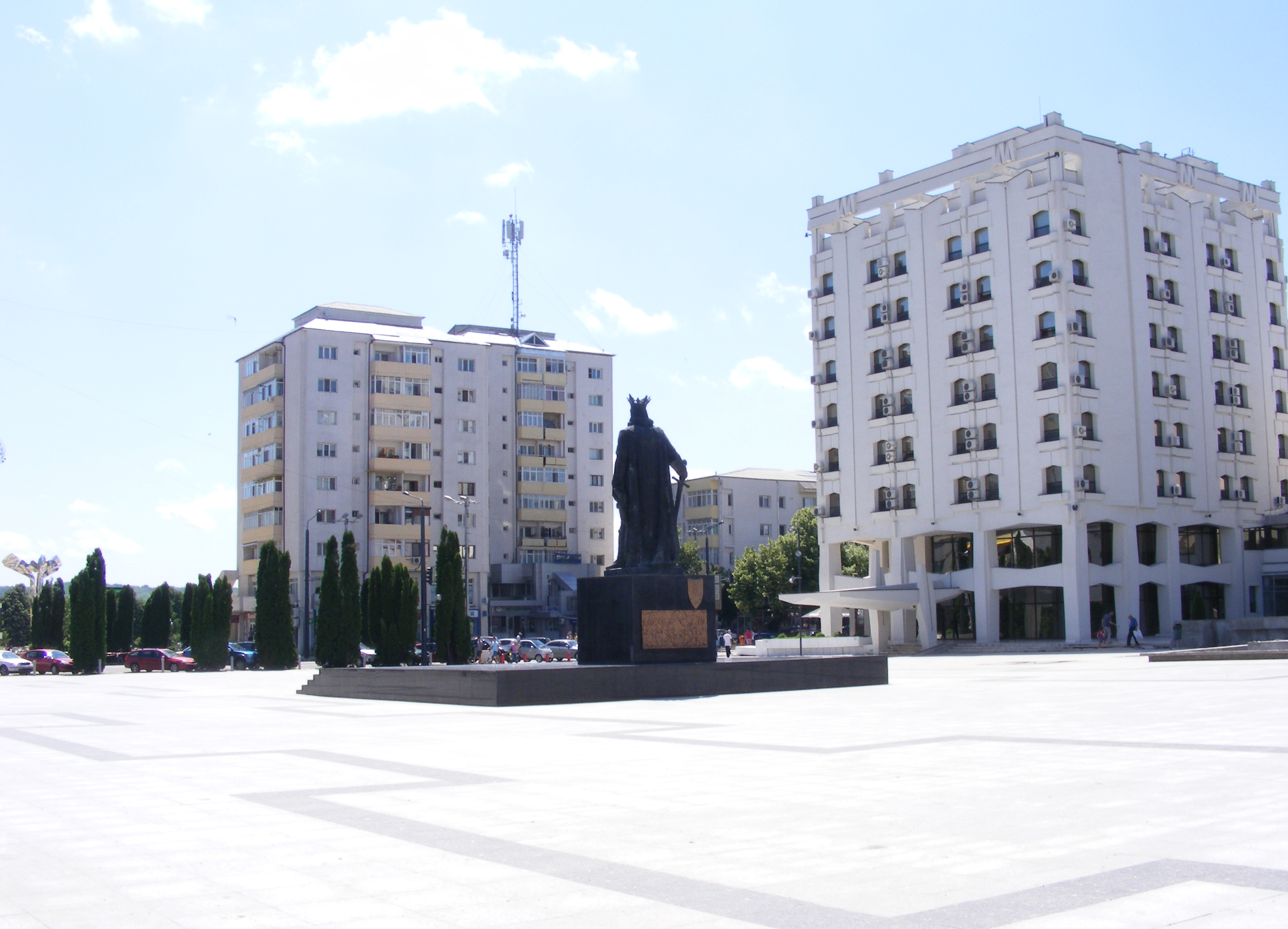
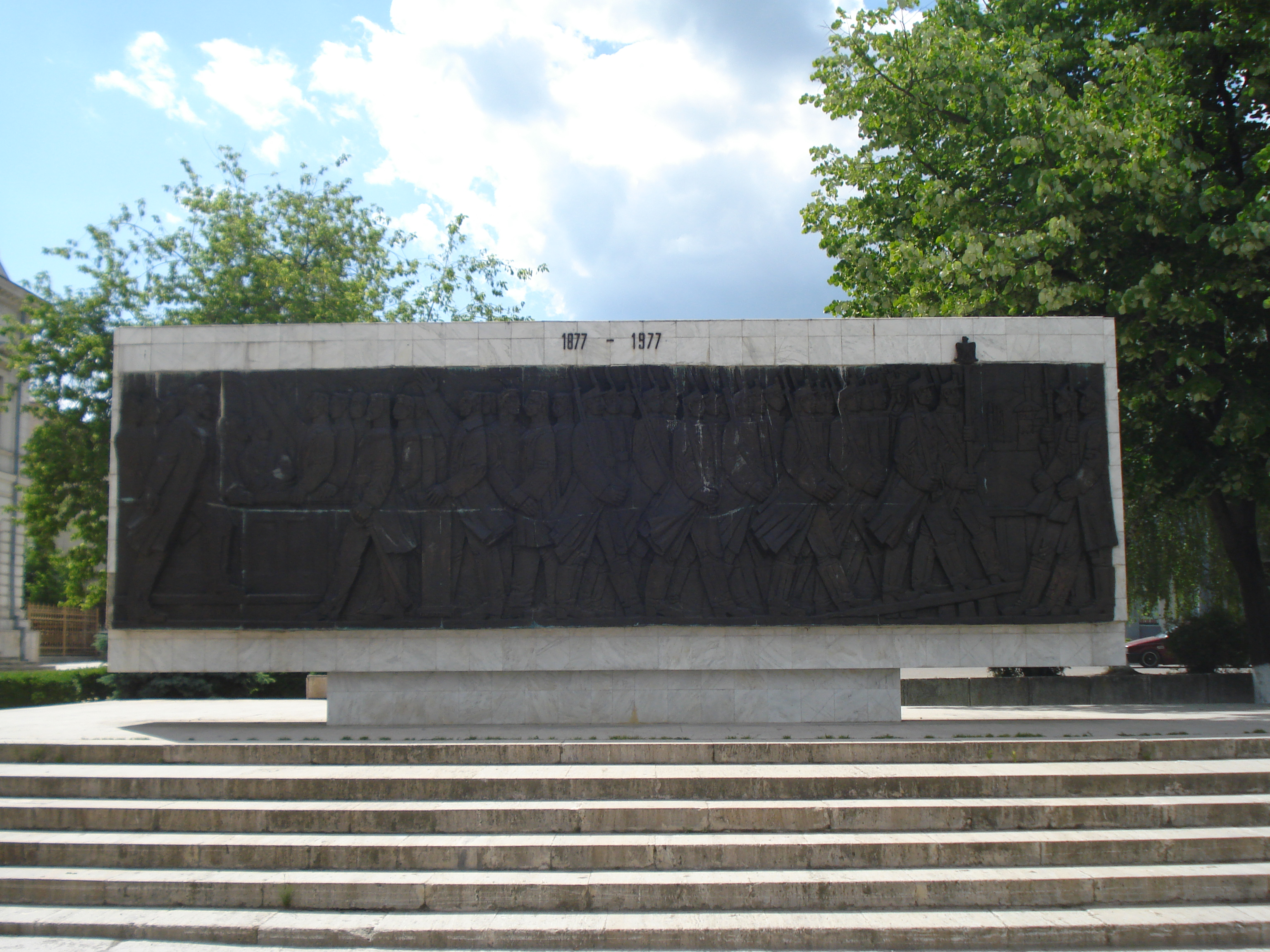
Monument a la independència
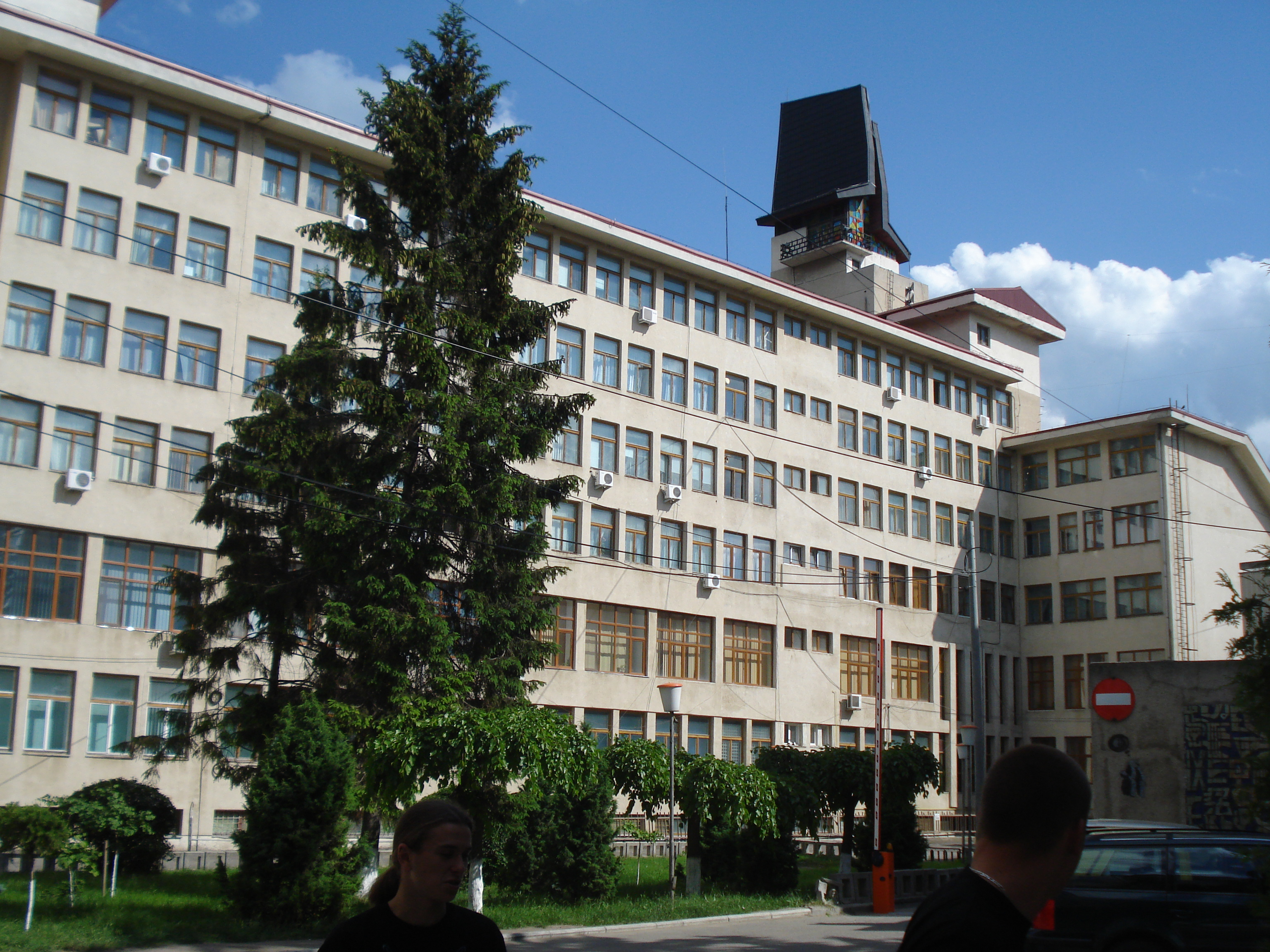
Seu de l'administració
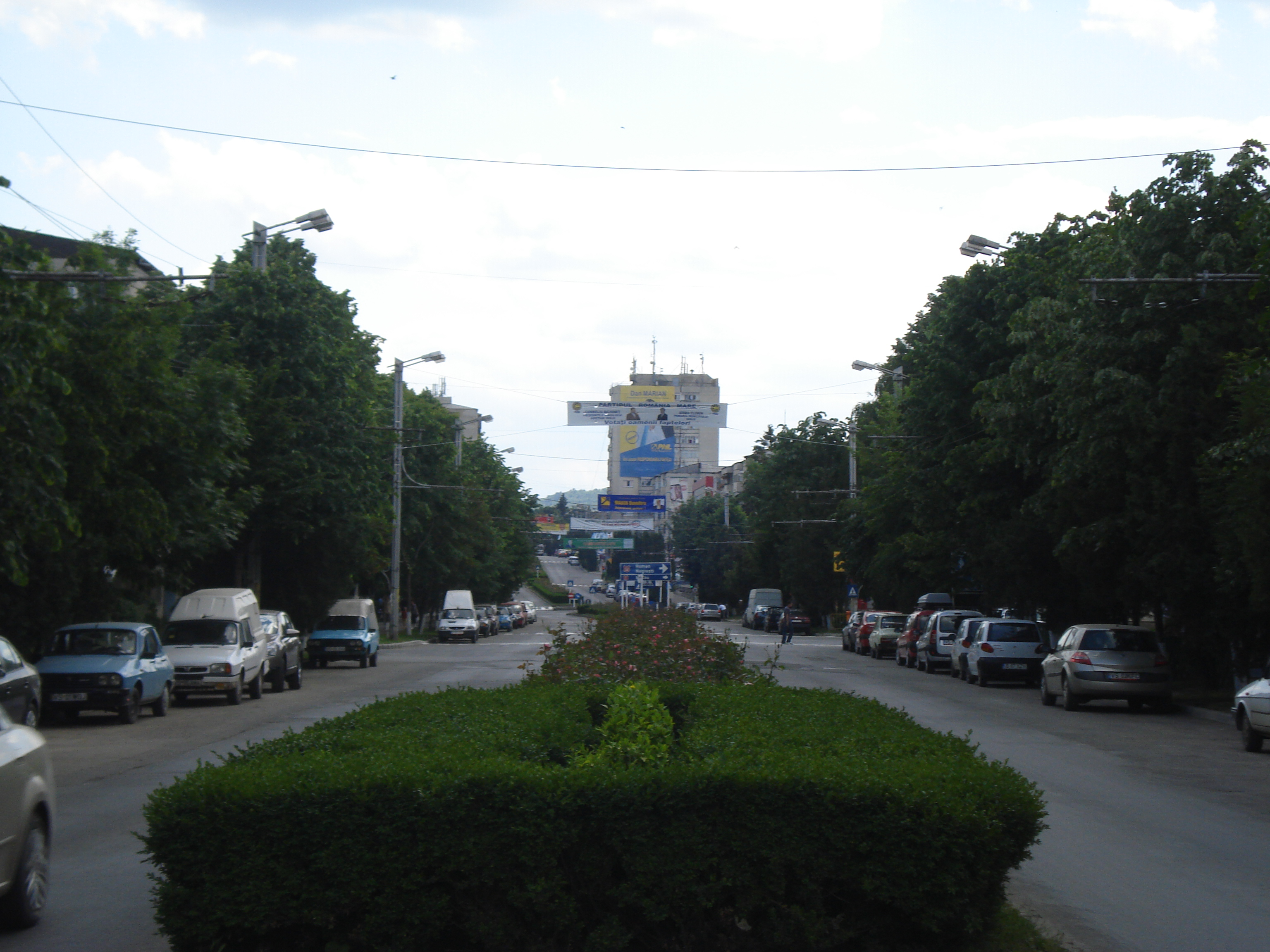
El carrer Ştefan cel Mare